# 加夫里洛夫斯科耶湖 (斯摩棱斯克州)
55°49′17″N 33°52′30″E / 55.82139°N 33.87500°E
加夫里洛夫斯科耶湖（俄语：Гавриловское озеро），是俄羅斯的湖泊，位於該國西部斯摩棱斯克州，由瑟喬夫斯基區負責管轄，長0.5公里、寬0.35公里，面積0.23平方公里，海拔高度234米，集水區面積15平方公里，最大水深5米。